# (8039) Grandprism
(8039) Grandprism (1993 RB16) – planetoida z pasa głównego asteroid okrążająca Słońce w ciągu 3,76 lat w średniej odległości 2,42 au. Odkryta 15 września 1993 roku.